# 布朗主义
布朗主义（英語：Brownism）是一个英国政治术语，它最早由BBC记者马克·伊斯顿提出，用来描述戈登·布朗的政治意识形态。
支持布朗主义相关的人被称为“布朗主义者”，这个词被用来描述意识形态上接近布朗的人。一般情况下，经常被用作布莱尔主义—形容托尼·布莱尔政治意识形态的词汇—的反义词
。在一篇公开发表的文章中，社会学家安东尼·吉登斯认为，与布莱尔主义不同，布朗主义者对市场驱动的改革，如学费改革和建立市场化的基金会医院，往往不那么热心，而更热衷于国家的作用，不太关心工党与工会的联系并批评媒体管理技术，如使用政治化妆师。威尔·赫顿认为：“像托尼·布莱尔一样，戈登·布朗是一个多元化和公平的社会以及社会流动的信徒，并将经济效率与社会正义结合起来。”

## 被媒体认为是布朗主义者的名单
- 阿利斯泰尔·达林 布朗内阁财政大臣[6]
- 唐·普里玛罗洛（英语：Dawn Primarolo） 布朗政府卫生副大臣，儿童、青年和家庭事务副大臣
- 道格拉斯·亚历山大 布朗内阁国际发展大臣[6]
- 德斯·布朗 布朗内阁国防大臣兼苏格兰大臣[6]
- 唐纳德·杜瓦（英语：Donald Dewar） 前苏格兰首席大臣[7]
- 埃德·鲍斯 布朗内阁儿童、学校和家庭事务大臣[8]
- 爱德·米利班德 布朗内阁能源大臣[8]
- 哈莉特·哈曼 工党副领袖，布朗内阁下院领袖[6][9]
- 凯文·琼斯 布朗政府国防部政务次官[10]
- 尼克·布朗 布朗内阁下院党鞭长[7]
- 什米蒂·瓦德拉（英语：Shriti Vadera, Baroness Vadera） 布朗政府内阁办公室政务次官[9]
- 托尼·劳埃德（英语：Tony Lloyd） 议会工党主席[11]
- 伊薇特·库珀 布朗内阁工作和养老金大臣[6]